# Waco Mailplanes
La Waco Mailplanes (Waco M) fue una serie de dos diseños estadounidenses de biplanos de correos de cabina abierta de finales de los años 20.

## Desarrollo
Con el fin de cubrir la continua demanda en los Estados Unidos de robustos aviones de correos, Waco Aircraft desarrolló dos modelos de grandes biplanos durante 1929, el JYM y el JWM.
El JYM era un modelo de alas escalonadas basado en el anterior diseño ATO, pero con un fuselaje alargado en 36 cm para proporcionar más capacidad de carga, comparado con el anterior diseño. Estaba propulsado por un motor Wright J-6-9 de 300 hp y tenía una cabina de un solo asiento para el piloto.
El JWM era un modelo de alas rectas basado en el ASO con un fuselaje alargado en 36 cm para incrementar la capacidad de transporte de correo, y estaba equipado con una planta motriz Wright R-975 de 330 hp.

## Historia operacional

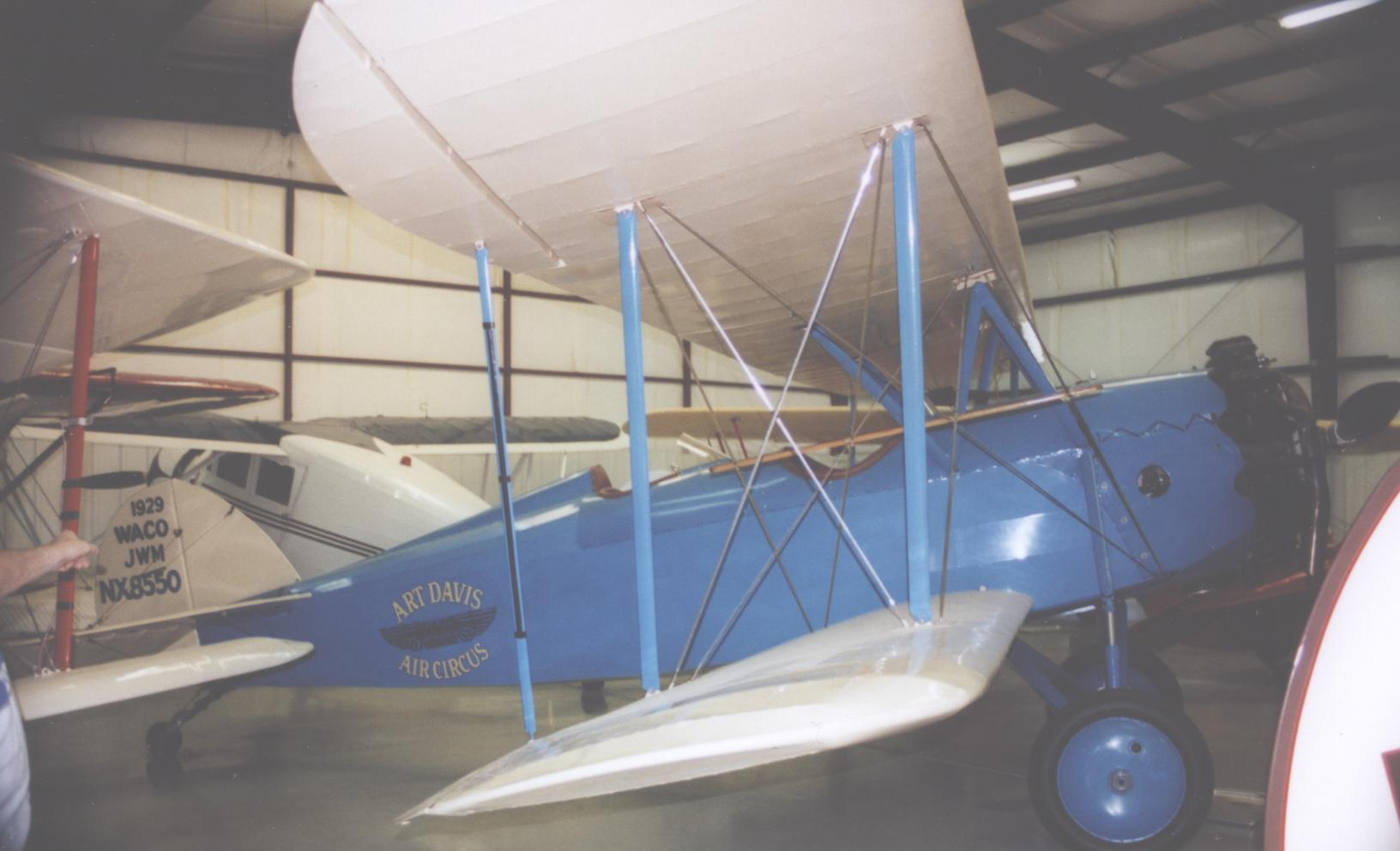
Avión de correos Waco JWM de alas rectas de 1929 con los colores del "Art Davis Air Circus", exhibido en el HARM, cerca de San Luis, en junio de 2006.

Cuatro aviones Waco JYM fueron entregados a Northwest Airways (más tarde Northwest Airlines) en 1929 y fueron operados en la ruta de correo aéreo CAM-9 de 1435 km desde Chicago a Mineápolis vía Milwaukee, Madison y La Crosse. Todos los Waco JYM existen todavía, estando el tercero (NC631N) en exhibición y en estado de vuelo en el Historic Aircraft Restoration Museum (HARM) en Dauster Field, cerca de San Luis, Misuri, llevando sus marcas de la ruta CAM-9 de NWAL de 1929.
Un Waco JWM fue construido. El único superviviente NX8550 también esté preservado en el HARM, llevando los colores del "Art Davis Air Circus".

## Variantes
JYM
Biplano de alas escalonadas y motor Wright J-6-9 de 300 hp, cuatro aviones construidos.
JWM
Biplano de alas rectas y motor Wright R-975, uno o dos aviones construidos.

## Especificaciones (JYM)
Referencia datos: Aerofiles

### Características generales
- Tripulación: Uno (piloto)
- Planta motriz: 1× motor radial de nueve cilindros refrigerado por aire Wright J-6-9.
  - Potencia: 223 kW (300 hp)

### Secuencias de designación
- Secuencia Alfabética (interna de Waco): ← E - F - G - M - N - O - S